# Hendelān
Hendelān (persiska: هندلان) är en ort i Iran.   Den ligger i provinsen Östazarbaijan, i den nordvästra delen av landet, 400 km nordväst om huvudstaden Teheran. Hendelān ligger 1 502 meter över havet och antalet invånare är 234.
Terrängen runt Hendelān är kuperad. Runt Hendelān är det ganska glesbefolkat, med 40 invånare per kvadratkilometer. Närmaste större samhälle är Tark, 3,3 km sydväst om Hendelān. Trakten runt Hendelān består i huvudsak av gräsmarker.